# Медальный зачёт на зимних Олимпийских играх 2010

Карта стран-медалисток зимних Олимпийских игр 2010:
Страны, выигравшие одну и более золотых медалей
Страны, выигравшие одну и более серебряных медалей
Страны, не выигравшие ни одной медали
Страны, не участвующие в играх

На XXI зимних Олимпийских играх было разыграно 86 комплектов медалей в 15 видах спорта. Ниже представлен список всех стран, которые выиграли хотя бы одну медаль на протяжении всех игр проходивших с 12 по 28 февраля 2010 года в Ванкувере (Британская Колумбия, Канада). Всего в этом спортивном событии приняло участие 2632 атлета из 82 стран.
Атлеты из 26 НОКов выиграли по меньшей мере одну медаль, и 19 из них завоевали не менее одной золотой медали. Канада впервые выиграла золотую медаль будучи организатором игр; в прошлые разы на играх 1976 года в Монреале и 1988 года в Калгари ей этого не удалось. Помимо этого, канадская сборная впервые вышла на первое место в медальном зачёте по количеству золотых медалей, а также стала первой страной — со времён Норвегии в 1952 году — набравшей в качестве лидера наибольшее количество золотых медалей (14). И, одновременно с этим, побила рекорд по количеству набранных медалей в одних зимних Олимпийских играх (предыдущий (13) был установлен СССР в 1976 и совпадал по количеству у Норвегии в 2002 году). США во второй раз заняли первое место на зимних играх по общему количеству выигранных медалей и установили новый рекорд по количеству выигранных медалей (37) на одних зимних Олимпийских играх (предыдущий (36) был установлен Германией в 2002 году). Атлеты из Словакии и Белоруссии выиграли свои первые золотые медали на этих играх.
Норвежская лыжница Марит Бьёрген выиграла 5 медалей (три «золота», одно «серебро» и одну «бронзу») и тем самым стала самым успешным атлетом на этих Играх. Китайская шорт-трекистка Ван Мэн также выиграла три золотые медали.

## Неофициальный медальный зачёт
Таблица медального зачёта основывается на данных Международного олимпийского комитета (МОК), опубликованных на сайте игр в Ванкувере. Таблица отсортирована по количеству медалей высшего достоинства («золото») выигранных участниками национальных олимпийских комитетов (НОК). Далее следует количество выигранных медалей среднего («серебро») и низшего достоинств («бронза»). Если НОКи имеют в общем итоге одинаковое количество выигранных медалей, то страны сортируются в алфавитном порядке русского языка.
В мужской индивидуальной биатлонной гонке были присуждены две серебряные медали, бронзовая медаль присуждена не была.
Жирным выделено наибольшее количество медалей в своей категории; страна-организатор также выделена.
|       | Общее количество медалей | Общее количество медалей | Общее количество медалей | Общее количество медалей | Всего |
| Место | Страна                   | Золото                   | Серебро                  | Бронза                   | Всего |
| ----- | ------------------------ | ------------------------ | ------------------------ | ------------------------ | ----- |
| 1     | Канада                   | 14                       | 7                        | 5                        | 26    |
| 2     | Германия                 | 10                       | 13                       | 7                        | 30    |
| 3     | США                      | 9                        | 15                       | 13                       | 37    |
| 4     | Норвегия                 | 9                        | 8                        | 6                        | 23    |
| 5     | Республика Корея         | 6                        | 6                        | 2                        | 14    |
| 6     | Швейцария                | 6                        | 0                        | 3                        | 9     |
| 7     | Китай                    | 5                        | 2                        | 4                        | 11    |
| 7     | Швеция                   | 5                        | 2                        | 4                        | 11    |
| 9     | Австрия                  | 4                        | 6                        | 7                        | 17    |
| 10    | Нидерланды               | 4                        | 1                        | 3                        | 8     |
| 11    | Франция                  | 3                        | 2                        | 6                        | 12    |
| 11    | Россия                   | 2                        | 5                        | 7                        | 14    |
| 13    | Австралия                | 2                        | 1                        | 0                        | 3     |
| 14    | Чехия                    | 2                        | 0                        | 4                        | 6     |
| 15    | Польша                   | 1                        | 3                        | 2                        | 6     |
| 16    | Словакия                 | 1                        | 2                        | 0                        | 3     |
| 17    | Италия                   | 1                        | 1                        | 3                        | 5     |
| 18    | Беларусь                 | 1                        | 1                        | 1                        | 3     |
| 19    | Великобритания           | 1                        | 0                        | 0                        | 1     |
| 20    | Япония                   | 0                        | 3                        | 2                        | 5     |
| 21    | Словения                 | 0                        | 2                        | 1                        | 3     |
| 21    | Хорватия                 | 0                        | 2                        | 1                        | 3     |
| 23    | Латвия                   | 0                        | 2                        | 0                        | 2     |
| 24    | Финляндия                | 0                        | 1                        | 4                        | 5     |
| 25    | Казахстан                | 0                        | 1                        | 0                        | 1     |
| 25    | Эстония                  | 0                        | 1                        | 0                        | 1     |
| Всего | Всего                    | 86                       | 87                       | 85                       | 258   |